# Papillome
 Mise en garde médicale
Le papillome est une petite tumeur bénigne constituée d'axes conjonctifs bordés par des cellules épithéliales. 

## Types
- Papillome malpighien : composé d'axes conjonctifs bordés par des cellules malpighiennes, rappelant la structure des « papilles ». Ils peuvent former un relief à la surface ou s'invaginer dans la muqueuse (papillome inversé).
- Papillome urothélial : lésion urothéliale composée d'axes conjonctifs bordés par des cellules urothéliales, rappelant la structure des « papilles ». Il peut être exophytique ou inversé, dans ce dernier cas les cellules épithéliales proliférantes s'invaginent dans le stroma sous-jacent[1].

## Causes
De nombreux papillomes malpighiens sont associés aux papillomavirus.

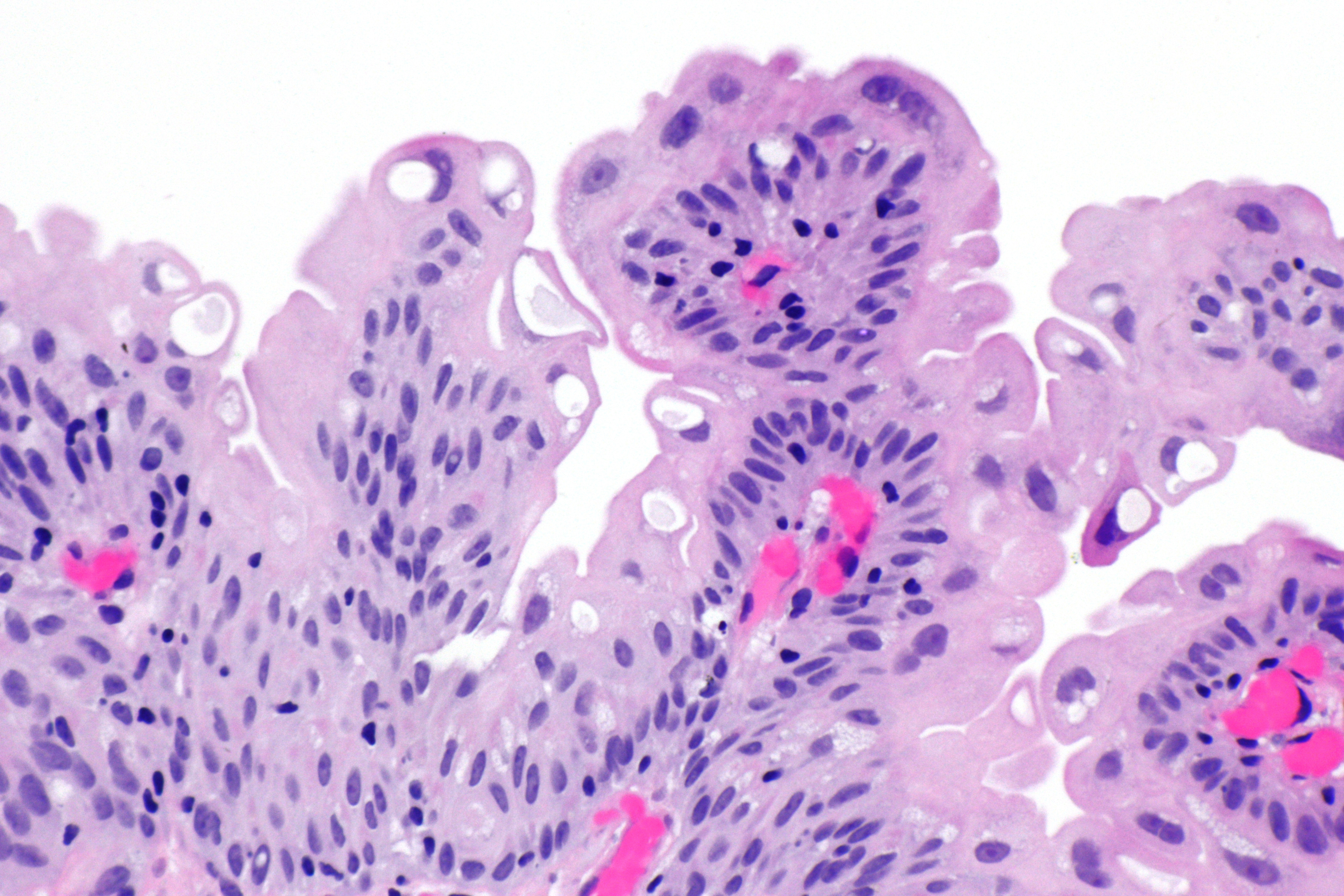
Image histologique de papillome urothélial.
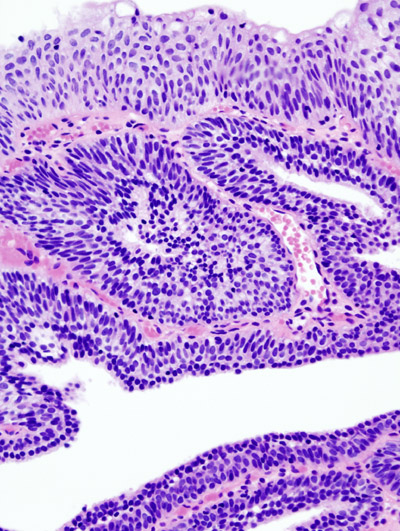
Papillome urothélial inversé de la vessie. HE, x400.
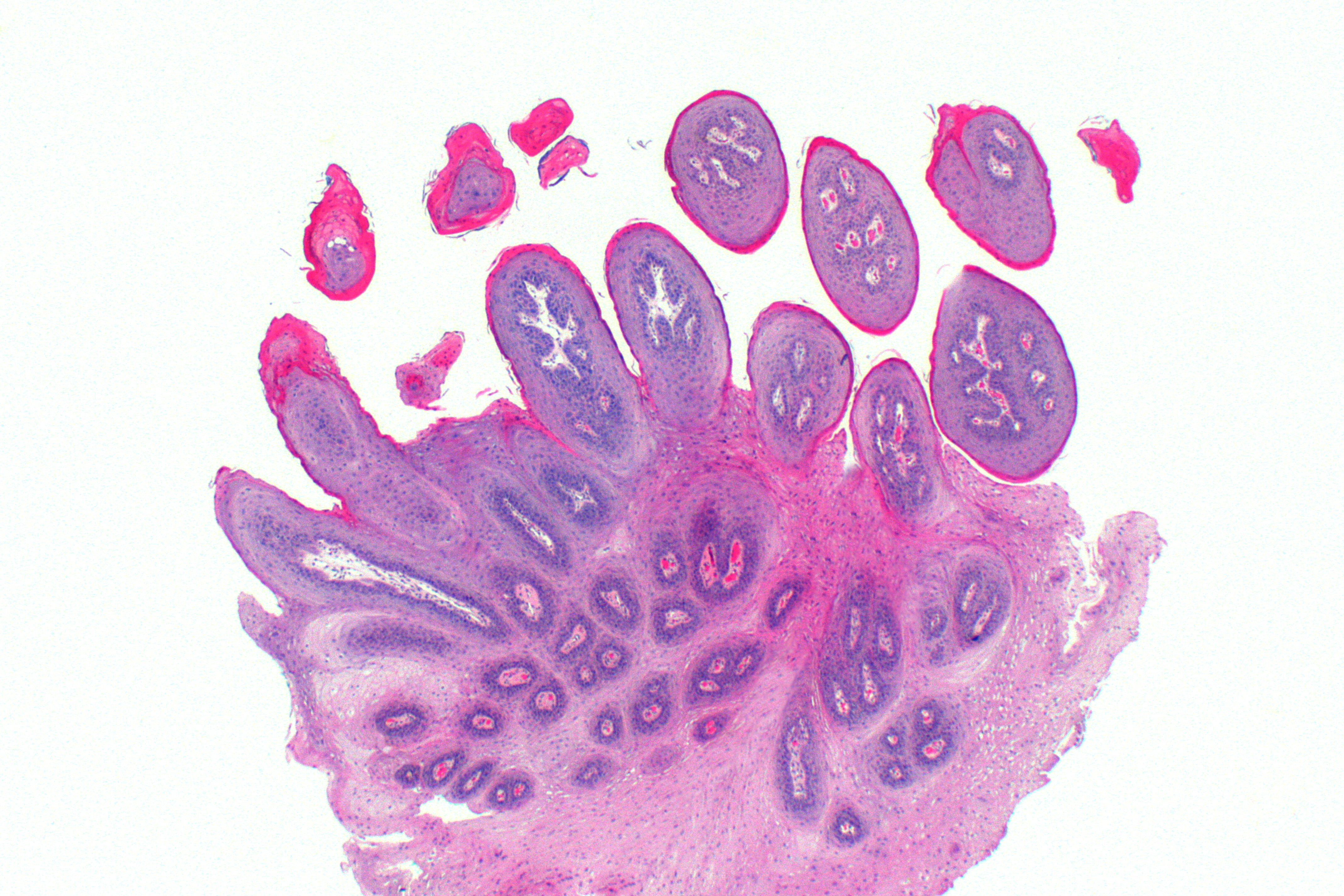
Photomicrographie d'un papillome malpighien sur une langue. Coloration à l'hématoxyline et à l'éosine.